# Deutsche Warschauer Zeitung
Deutsche Warschauer Zeitung – niemieckojęzyczna gazeta wydawana przez wojskowo-cywilne okupacyjne władze niemieckie na terenie Królestwa Polskiego (Generalnego Gubernatorstwa Warszawskiego), w latach 1915–1918.

## Opis
Gazeta powstała z inicjatywy publicysty i pisarza Georga Cleinowa, powiązanego ze Związkiem Wszechniemieckim, który był wówczas szefem niemieckiego wydziału prasowego na froncie wschodnim I wojny światowej i właścicielem wydawnictwa „Grenzboten GmbH”, które było wydawcą gazety. Redakcja i drukarnia dziennika znajdowały się na ulicy Miodowej 20 w Warszawie. Redaktorem naczelnym „Deutsche Warschauer Zeitung” był Kurt Schiller, który tak scharakteryzował rolę gazety w pierwszym numerze z 10 sierpnia 1915 roku: 

Warszawa od 5 sierpnia jest w rękach niemieckich. Tysiące niemieckich żołnierzy wypełniły ulice i place starej królewskiej stolicy Polski. Ale gdy spoglądają z podziwem na przemijające zabytki epoki saskiej, ich myśli zwracają się z troską ku ojczyźnie. Więzy z nią są przerwane, nawet jeśli tylko na krótko, to zawsze trudniej jest nic nie wiedzieć o bohaterskich czynach dokonywanych przez własnych braci, walczących na zachodzie, wschodzie i południu dla chwały swego kraju. Dlatego [...] koniecznym było ustanowienie przekaźnika informacji. Tak jak «Deutsche Lodzer Zeitung», która czerpiąc z centrali wojskowej dostarcza wiadomości o światowych wydarzeniach dla Łodzi i jej okolicy, tak teraz powołana właśnie do życia «Deutsche Warschauer Zeitung» stanie się szczególnie dla walczących na froncie żołnierzy godną zaufania dostarczycielką wiadomości.

Współpracownikami gazety byli Niemcy, ale w personelu technicznym znajdowali się także Polacy. Pisywano o wojnie, polityce, gospodarce, ekonomii, nauce i kulturze. Źródłem informacji dla dziennika były przedrukowywana prasa niemiecka, komunikaty niemieckiej agencji telegraficznej „Wolffs Telegraphisches Bureau” (WTB) oraz prasa brytyjska, francuska i rosyjska poprzez państwa neutralne (Dania, Holandia, Szwajcaria, Szwecja). W języku niemieckim cytowano także artykuły z polskiej i żydowskiej prasy warszawskiej, natomiast polska prasa cytowała niemiecki dziennik incydentalnie czerpiąc informacje z zagranicy od WTB. 
Na początku wojny cena gazety wynosiła 10 fenigów, pod koniec „Wielkiej Wojny” 20 fenigów. Od sierpnia do 10 października 1915 roku stosowano czcionkę łacińską, a od tego dnia do końca wojny w listopadzie 1918 roku pismo gotyckie. Dziennik liczył zwykle od czterech do ośmiu stron, każda strona była dzielona na trzy kolumny. Mimo że redakcja i drukarnia mieściły się w Warszawie, wszystkie zapytania i interpelacje kierowane do gazety, polecano kierować do siedziby wydawcy dziennika w Berlinie.

„Deutsche Warschauer Zeitung” pisywała głównie o Rosji, ale skierowana była także do czytelników zainteresowanych Polską, jej historią, kulturą, gospodarką, geografią i sztuką, co spotkało się z pozytywną opinią prawnika i pisarza Aleksandra Kraushara, krytycznego wobec niemieckiej działalności w Warszawie: 

Gazeta owa – co przyznać należy – w sprzeczności z organem z czasu najazdu rosyjskiego, «Warszawskim Dniewnikiem», cechowała się względną dla objawów kultury polskiej bezstronnością. Dwaj jej pracownicy i sprawozdawcy – Wagner i Recke, należeli do wielbicieli nie tylko opery, lecz w ogóle literatury naszej i dramaturgii. Dr. Malte Wagner, filozof i publicysta, stał się nawet z czasem heroldem sławy autora Wesela wśród Niemców i komentował dzieła poety, doszukując się w nich aluzji i tendencji. Poświęcał się również z zamiłowaniem zgłębianiu twórczości Słowackiego i Krasińskiego. Na łamach wreszcie «Warschauer Zeitung» spotykano częstokroć poważne historyczno-estetyczne studia nad przeszłością Warszawy, wartości niezaprzeczonej, trwalszej. Zapisać to nakazuje sprawiedliwość.